# Bassaniodes obesus
Bassaniodes obesus is een spinnensoort uit de familie van de krabspinnen (Thomisidae).
De wetenschappelijke naam van de soort werd in 1875 als Xysticus obesus gepubliceerd door Tord Tamerlan Teodor Thorell.